# 胜利水库 (阿拉尔)
胜利水库，位于中华人民共和国新疆维吾尔自治区阿拉尔市，是一座以灌溉为主的大（2）型灌注式平原水库，水源来自上游水库放水输送，于1970年建成，总库容1.08亿立方米。大坝为碾压均质土坝，最大坝高8.67米，坝长26.5千米，顶宽3米。水库承担着塔里木灌区农田灌溉任务，设计灌溉面积5.13万公顷，实际有效灌溉面积2.47万公顷。